# Рояль Ексель Мускрон
Рояль Ексель Мускрон (фр. Royal Excel Mouscron) — колишній бельгійський футбольний клуб з міста Мускрон, заснований 10 липня 2010 року в результаті злиття збанкрутілих клубів «Мускрон» та «Перювельз» під назвою «Мускрон-Перювельз». 2016 року отримав назву «Рояль Ексель Мускрон». Розформований у 2022 році.

## Статистика виступів у чемпіонаті
| Сезон | І  | В | Н | П  | М     | ±   | Очки | Місце   |
| ----- | -- | - | - | -- | ----- | --- | ---- | ------- |
| 14/15 | 30 | 7 | 5 | 18 | 32—51 | -19 | 26   | 13 з 16 |

Логотип клубу «Мускрон-Перювельз» (2010—2016)